# Gyala Peri
Gyala Peri (chiń. 加拉白垒峰 Jiālābáilěi Fēng) – szczyt w Himalajach. Leży w Chinach, blisko granicy z Nepalem. Jest to jeden z niższych szczytów Namcze Barwa i zarazem 85 szczyt Ziemi.
Pierwszego wejścia dokonali Y. Hashimoto, H. Imamura i Y. Ogata z Japonii 31 października 1986 r.